# Chrysorthenches polita
Chrysorthenches polita är en fjärilsart som beskrevs av Alfred Philpott 1918. Chrysorthenches polita ingår i släktet Chrysorthenches och familjen Plutellidae. Inga underarter finns listade i Catalogue of Life.